# (41740) Yuenkwokyung
(41740) Yuenkwokyung est un astéroïde de la ceinture principale.

## Description
(41740) Yuenkwokyung est un astéroïde de la ceinture principale. Il fut découvert le 1er novembre 2000 à l'observatoire Desert Beaver par William Kwong Yu Yeung. Il présente une orbite caractérisée par un demi-grand axe de 2,21 UA, une excentricité de 0,08 et une inclinaison de 4,7° par rapport à l'écliptique.